# Holotrichia flachi
Holotrichia flachi är en skalbaggsart som beskrevs av Brenske 1892. Holotrichia flachi ingår i släktet Holotrichia och familjen Melolonthidae. Inga underarter finns listade i Catalogue of Life.